# Крестовый поход детей

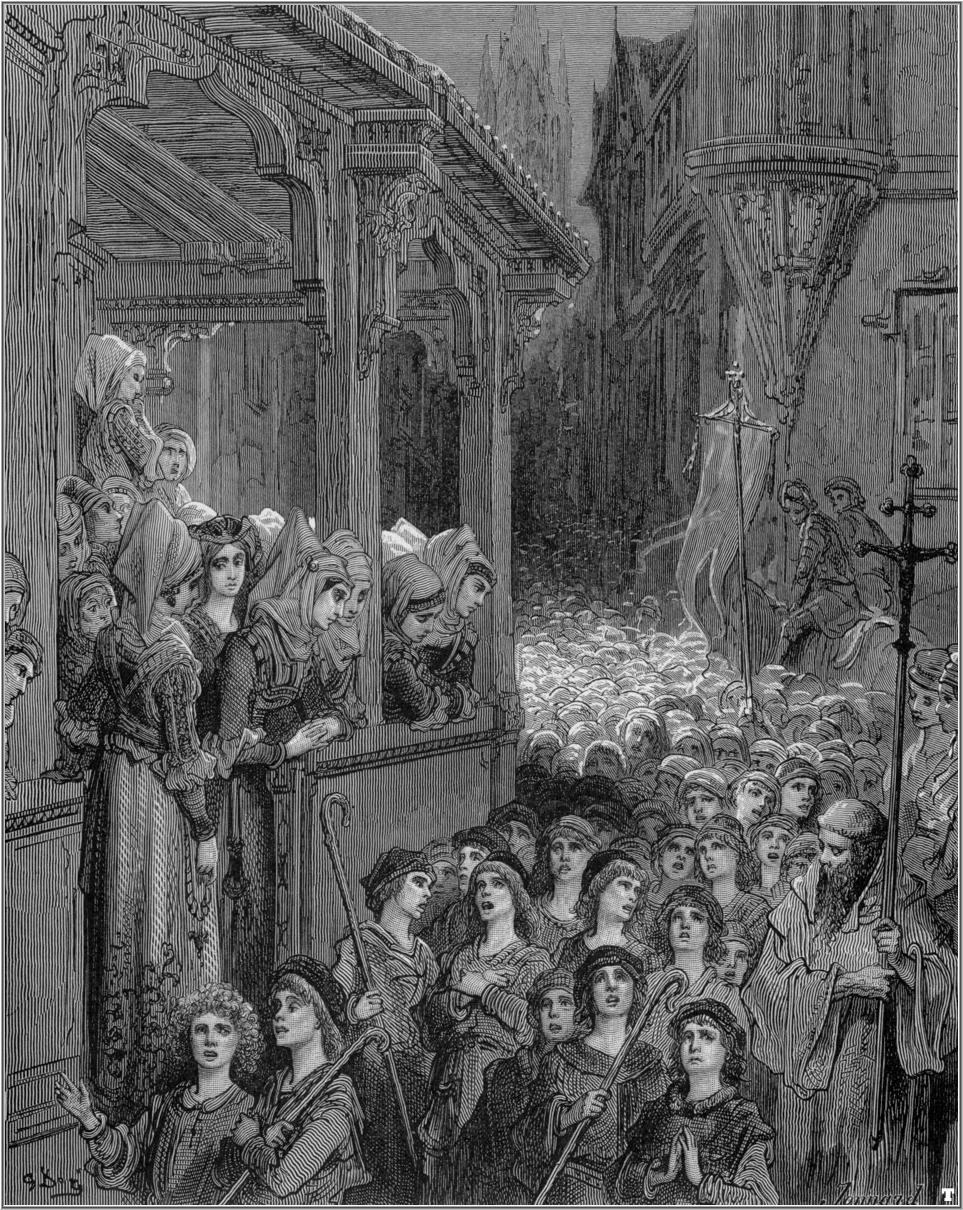
Гравюра Гюстава Доре

Крестовый поход детей — принятое в историографии название народного движения 1212 года.

## История
В начале 1212 года тысячи крестьян (в том числе дети и подростки) из Германии и Франции собрались в войско для завоевания Гроба Господня в Иерусалиме. По некоторым данным, французские дети направились не в Иерусалим, а в Париж ко двору Филиппа Августа, где некий проповедник обещал представить королю письмо от Иисуса Христа и сотворить чудеса; Филипп приказал распустить детей по домам.
В мае 1212 года, когда немецкое народное войско прошло через Кёльн, в его рядах насчитывалось около 25 000 детей и подростков, направляющихся в Италию, чтобы оттуда морем достигнуть Палестины. В хрониках XIII века более пятидесяти раз упоминается этот поход, который получил название «Крестового похода детей».
Во Франции в мае того же года у пастушка Этьена из Клуа произошло видение: ему явился Иисус в образе белого монаха, велев встать во главе нового Крестового похода, в котором приняли бы участие лишь дети, дабы без оружия с именем Божьим на устах освободить Иерусалим. Возможно, идея крестового похода детей была связана со «святостью» и «непорочностью» юных душ, а также суждением, что им не может быть причинён физический вред оружием. Пастух начал так страстно проповедовать, что дети убегали из дома вслед за ним. Местом сбора «святого войска» был объявлен Вандом, в котором к середине лета по оценкам собрались более 30 000 подростков. Этьен почитался чудотворцем.
В июле они с пением псалмов и хоругвями отправились в Марсель, чтобы отплыть на Святую землю, но о кораблях никто заранее не думал. К воинству часто присоединялись преступники; играя роль участников, они живились за счёт подаяний благочестивых католиков.
Крестовый поход был поддержан орденом францисканцев.
Почти одновременно с событиями в Клуа другая группа юных крестоносцев сформировалась в Кёльне. Здесь их возглавил 30-летний пастух по имени Николаус (из-за совпадения во времени некоторые современные историки объединяют французское и немецкое движения в одно). 25 июля 1212 года немецкие крестоносцы прибыли в Шпайер. Местный хронист сделал такую запись: «И случилось великое паломничество, шли мужи и девы, юноши и старцы, и всё это были простолюдины».
20 августа войско достигло Пьяченцы. Местный хронист отметил, что они спрашивали дорогу к морю: ещё в Германии они двинулись в поход, уверяемые, что «море расступится перед ними», так как Господь поможет им в достижении их священной цели. В те же дни в Кремоне видели толпу детей, пришедших сюда из Кёльна.
Немецкие дети терпели ужасные лишения, пересекая Альпы на пути из Германии в Италию, а те, кто пережил путь, столкнулись в Италии с враждебным отношением местных жителей, которые ещё помнили разграбление Италии крестоносцами при Фридрихе Барбароссе. Дорога к морю через равнину для французских детей была существенно легче. Добравшись до Марселя, участники похода ежедневно молились о том, чтобы перед ними расступилось море. Наконец, два местных купца — Гуго Ферреус и Гийом Поркус — «смилостивились» над ними и предоставили в их распоряжение 7 кораблей, каждый из которых вмещал около 700 рыцарей, чтобы плыть в Святую Землю. Затем их след был утерян.
Только 18 лет спустя, в 1230 году в Европе объявился монах, сопровождавший детей (и немецких, и французских детей, по всей вероятности, сопровождали церковники, хотя это никак и не доказано), и рассказал, что корабли с юными крестоносцами прибыли к берегам Алжира, где их уже поджидали. Оказалось, купцы предоставили им корабли не из милости, а сговорившись с мусульманскими работорговцами.
Большинство современных исследователей считает, что основную массу участников движения составляли не маленькие дети, а как минимум подростки и юноши, так как словом лат. pueri («мальчики») в средневековых источниках называли всех простолюдинов (аналогично русскому ребята — крестьяне).

Случилось то сразу после Пасхи. Ещё не дождались мы Троицы, как тысячи отроков тронулись в путь, покидая кров свой. Иные из них едва на свет появились и минул им только шестой год. Другим же впору было выбирать себе невесту, они же выбрали подвиг и славу во Христе. Заботы, им порученные, они позабыли. Те оставляли плуг, коим недавно взрывали землю; те выпускали из рук тачку, их тяготившую; те покидали овец, рядом с которыми сражались против волков, и думали о других супостатах, магометанской ересью сильных… Родители, братья и сёстры, друзья упорно уговаривали их, но твёрдость подвижников была неколебима. Возложив на себя крест и сплотившись под свои знамёна, они двинулись на Иерусалим… Весь мир называл их безумцами, но они шли вперёд.
— Дэвид Бейкер. Путь слёз

## Отражение в культуре

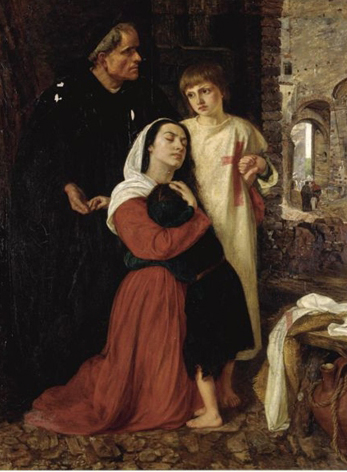
Фрагмент картины «Крестовый поход детей в XIII в.» кисти Дж. М. Бойс

- «Дети-крестоносцы» (1881) — историческая повесть Евгения Гаршина[6].
- «Крестовый поход детей» (1896) — книга новелл французского писателя Марселя Швоба (рус. пер. 1910); В 1975 году Борхес включил предисловие к этой книге в свой сборник «Предисловия».
- «Крестовый поход детей» — стихотворение Мартинуса Нейхофа.
- «Крестовый поход детей» (1930) — драма румынского писателя и философа Лучиана Благи.
- «Детский крестовый поход» (1941) — трагическое стихотворение Бертольта Брехта, действие перенесено в военную Польшу 1939 года. На стихи Брехта Бенджамином Бриттеном написана кантата.
- «Сарацинский клинок» (The Saracen Blade, 1952) - роман Фрэнка Йерби
- «Врата Рая» (пол. Bramy raju, 1960) — роман Ежи Анджеевского о крестовом походе детей, экранизирован Анджеем Вайдой (англ. Gates to Paradise, 1968)
- «Бойня номер пять, или Крестовый поход детей» (1969) — автобиографический роман Курта Воннегута о бомбардировке Дрездена во время Второй мировой войны.
- «Крестоносец в джинсах» (1973) нидерландской писательницы Теа Бекман рассказывает, как современный подросток, участвуя в испытаниях машины времени, оказывается в гуще детского крестового похода. В 2006 году по книге был снят одноимённый фильм.
- «Children’s Crusade» — песня Стинга с альбома The Dream of the Blue Turtles (1985).
- Крестовый поход детей стал сюжетной основой фильма Франклина Дж. Шаффнера «Львиное сердце» (1987).
- «Бейбарс (фильм)» (1989)
- «Children’s Crusade» — песня русской power metal группы Archontes из альбома «Saga of Eternity» (1997).
- «Крестовый поход детей» (Cruciada copiilor) — название романа румынской писательницы Флорины Илис (Florina Ilis), выпущенного издательством Cartea Românească (2005).
- Крестовому походу детей посвящена песня «1212» немецкой группы Schelmish[англ.] (2009).
- «Крестовый поход невинных сыновей» — манга от Усамару Фуруи[англ.] (2007).
- «Море и закат» — новелла из «христианского цикла» выдающегося японского писателя и драматурга Юкио Мисимы.
- «Крестовый поход детей» — произведение М. Б. Броннера для концертного детского хора и камерного оркестра (2009 год).
- «Метро 2033: Крестовый поход детей» — название романа итальянского писателя Туллио Аволедо, изданного в составе литературной серии «Вселенная Метро 2033» (2014 год).
- «Странствия души» — название трилогии американского писателя Девида Бейкера о жизни небольшого отряда крестоносцев-детей. В трилогию вошли следующие книги: «Путь слёз», «В поисках надежды», «Паломники обета».
- «Избранные дни» (2005 год) — роман американского писателя Майкла Каннингема, вторая часть которого под названием «Крестовый поход детей» рассказывает о том, как группа детей была воспитана некоей загадочной персоной и подготовлена для проведения ряда террористических актов. Дети с надетым на тело взрывным устройством подходили на улице к прохожему, обнимали его и активировали устройство.
- Компьютерная игра Clive Barker’s Jericho — в средневековом периоде игрок столкнётся с душами убитых детей.
- В романе «Будьте как дети» (2008) русский писатель Владимир Шаров использует евангельскую притчу, чтобы описать судьбу русских беспризорников, которые во время революции 1917 года пошли в крестовый поход за светлым будущим страны.
- «Господь, мы поднимаемся. Хроника детского крестового похода» (2016) — роман Николая Гаврилова, получившего в 2016 году главный приз литературного форума «Золотой витязь».